# Вит, Антоний
Антоний Вит (пол. Antoni Wit; 7 февраля 1944 года, Краков) — польский дирижёр.
Окончил Высшую государственную музыкальную школу в Кракове по классу дирижирования у Хенрика Чижа и по классу композиции — у Кшиштофа Пендерецкого, а также юридический факультет Ягеллонского университета. Некоторое время обучался под руководством Нади Буланже в Париже.
Карьеру дирижёра Вит начал в качестве ассистента Витольда Ровицкого.
Позже Антоний Вит был дирижёром и художественным руководителем Филармонии в Познани (1974—1977), директором Оркестра и Хора Польского радио и телевидения в Кракове (1977—1983), генеральным директором, художественным руководителем и главным дирижёром Национального симфонического оркестра Польского Радио в Катовице (1983—2001). С января 2002 года Вит возглавляет Варшавский филармонический оркестр.

## Записи
Довольно обширная дискография Антония Вита (в том числе записи на фирме Naxos) включает произведения Белы Бартока, Людвига ван Бетховена (все фортепианные концерты), Иоганнеса Брамса, Хенрика Миколая Гурецкого, Антонина Дворжака, Мечислава Карловича, Войцеха Киляра, Витольда Лютославского (все симфонии), Густава Малера, Кшиштофа Мейера, Феликса Мендельсона, Оливье Мессиана, Кшиштофа Пендерецкого (все симфонии), Сергея Прокофьева, Мориса Равеля, Сергея Рахманинова, Камиля Сен-Санса, Бедржиха Сметаны, Петра Чайковского, Кароля Шимановского (все симфонии), Фридерика Шопена, Дмитрия Шостаковича, Роберта Шумана (все симфонии).